# Lucilia thatuna
Lucilia thatuna är en tvåvingeart som beskrevs av Shannon 1926. Lucilia thatuna ingår i släktet Lucilia och familjen spyflugor. Inga underarter finns listade i Catalogue of Life.